# Zezé Polessa
María José Castro Polessa, cuyo nombre artístico es Zezé Polessa (Río de Janeiro, 22 de septiembre de 1953) es una actriz y pediatra brasileña.

## Biografía
Se recibió de médica en la Facultad de Medicina de la Universidad Federal de Río de Janeiro y obtuvo un posgrado en Medicina Social, pero cambió de profesión y se convirtió en actriz.
Estuvo casada con el actor Daniel Dantas (1954-), con quien tuvo su único hijo, João Dantas. Más tarde se casó con el actor Paulo José (1937-), viudo de la actriz Dina Sfat (1939-1989).
Debutó en teatro en 1973 con la obra Drácula, de Bram Stoker. Al año siguiente actuó en dos espectáculos más, Às armas y Os infortúnios de Mimí Boaventura, ambos de Miguel Oniga. Su actuación como Mimí le valió el premio de la crítica de Río como la revelación de ese año. En 1975 participó en Os peixes da Babilônia, de Miguel Oniga. En 1977 fue elegida para la obra A fabulosa história de Melão City, del grupo Contadores de Histórias, e para el montaje de Balaco Barco, del grupo de teatro Saltimbancos.
En 1979 actuó en la obra O despertar de primavera, del grupo Pessoal do Despertar, y en 1980 protagonizó Chapeuzinho Amarelo, de Chico Buarque. Estuvo también en el elenco de otras montajes, entre ellos: Moço em estado de sítio (1982) de Oduvaldo Vianna Filho, Mabel Mabel (1982) y O círculo de giz caucasiano (1983) de Bertolt Brecht, A família Titanic (1983) de Mauro Rasi y Folias do coração (1983), de Geraldo Carneiro. O beijo no asfalto (1984) de Nelson Rodrigues.
En 1984 debutó en televisión en Tudo em cima (en el canal TV Manchete) de Braulio Pedroso e Geraldo Carneiro. En 1985, de nuevo en la TV Manchete actuó en el programa Tamanho família de Bráulio Pedroso, Leopoldo Serran, Mauro Rasi y Geraldo Carneiro.
En 1986 regresó al teatro, en la obra El grande de coca cola (de Naum Alves) y en Rita Formiga (de María Gladys y Domingos Oliveira). Al año siguiente se incorporó al elenco de la obra Ensaio n.º 4 - Os possessos (de Fiódor Dostoievski), y del musical Jou Jou Balangandãs (de Antonio Pedro). Ese mismo año, hizo su debut en el cine con el largometraje Romance da empregada (de Bruno Barreto).
En 1988 participó en el montaje de Noel Rosa - un musical (de Joaquim Assis), y fue galardonada con el premio Mambembe por su participación en Delicadas torturas (de Harry Kondoleon).
En 1989 trabajó por primera vez en la TV Globo en la novela Top model (de Walter Negrão). Posteriormente participó en la exitosa novela Vamp (de Antonio Calmon), además de haber integrado el elenco de la obra humorística Doris para maiores y la miniseries O portador.
En 1992 apareció en la miniserie As noivas de Copacabana (de Dias Gomes). En el teatro, el espectáculo fue galardonado por A mulher que matou os peixes (de Clarice Lispector).
En 1995 actuó en la miniserie Decadência (de Dias Gomes), y en la novela Explode coração (de Gloria Pérez). En 1996 volvió a trabajar en la novela Salsa y merengue (de Miguel Falabella). En teatro, protagonizó el espectáculo Florbela Espanca, a Bela do Alentejo (de Maria da Luz).
En 1998 estuvo en la miniserie Hilda Furacão, con adaptación de Gloria Pérez, y en teatro actuó en O submarino (de Miguel Falabella y Maria Carmem Barbosa). Al año siguiente hizo una aparición en la novela Andando nas nuvens (de Euclydes Marinho).
En 2000 actuó en la obra Crioula (de Stella Miranda) y Os monólogos da vagina (Los monólogos de la vagina, de Eve Ensler); en la televisión fue una de las protagonistas de la serie Garotas do programa. Al año siguiente representó a Amapola Ferraço en la novela Porto dos milagres (de Aguinaldo Silva). En cine, integró el elenco de Bufo & Spallanzani. En 2002 participó en varios episodios del Sítio do Pica Pau Amarelo (La quinta del benteveo amarillo). En el teatro, participó en el programa infantil O fantasma do theatro (adaptación de Claudio Botelho).

Actualmente trabaja en la telenovela Salve Jorge, donde interpreta a Berna Ayata, una turca que sufre con una adopción de Aisha (Dani Moreno), que fue ilegal.

## Vida personal
En enero de 2013, al salir del Projac, el conductor a cargo de llevar a la actriz a un set de grabación se equivocó de camino. Zezé se habría enojado mucho y maltrató verbalmente al conductor. Este, después de dejar a la actriz en el set correcto, se descompuso y avisó al estudio que se iba al Hospital Municipal Lourenço Jorge porque sentía fuertes dolores de cabeza. Al llegar al hospital sufrió un infarto y falleció.
La actriz fue acusada de homicidio, pero no tiene intención de procesar a los acusadores.
Zezé Polessa integra el movimiento Humanos Direitos.

## Carrera[2]

### Televisión
| Año  | Telenovela                         | Personaje                                                     |
| ---- | ---------------------------------- | ------------------------------------------------------------- |
| 1978 | Dancin' days                       | Berrita                                                       |
| 1984 | Partido alto                       | Amapola                                                       |
| 1985 | Tudo em cima                       | Clara                                                         |
| 1985 | Tamanho família                    | Duda                                                          |
| 1989 | Top model                          | Naná                                                          |
| 1991 | Vamp                               | Sílvia                                                        |
| 1991 | Doris para maiores                 |                                                               |
| 1991 | O portador                         | Vilma                                                         |
| 1992 | As noivas de Copacabana            | Mariana França                                                |
| 1992 | Você decide                        | episodio «Prova Final»                                        |
| 1993 | Você decide                        | episodio «Escrito nas Estrelas»                               |
| 1994 | Você decide                        | episodio «Cinderela»                                          |
| 1994 | Memorial de María Moura            | Firma                                                         |
| 1994 | Explode coração                    |                                                               |
| 1995 | Você decide                        | episodio «Branca de Neve»                                     |
| 1995 | Decadência                         | Jandira                                                       |
| 1996 | Salsa e merengue                   | Marinelza                                                     |
| 1998 | Hilda Furacão                      | Dona Neném                                                    |
| 1998 | Você decide                        | episodio «O Flagrante»                                        |
| 1998 | Você decide                        | episodio «O Rapto da Sogra»                                   |
| 1998 | Sai de baixo                       | Lola Antibes (episodio «Um Conde Chamado Desejo").            |
| 1999 | Você decide                        | episodio «Forró Bandido»                                      |
| 1999 | Andando nas Nuvens                 | Bonitona                                                      |
| 2000 | Garotas do programa                |                                                               |
| 2000 | Você decide                        | Vício de Matar, como Marlene                                  |
| 2001 | Puerto de los milagros             | Amapola Ferraço                                               |
| 2002 | Sítio do Pica Pau Amarelo          | araña secretaria                                              |
| 2002 | Os normais                         | Cibele (episodio Sensações normais).                          |
| 2002 | Brava Gente                        | Francelina (episodio A Casa Errada).                          |
| 2003 | Agora é que são elas               | Tintim                                                        |
| 2003 | Linha direta - Zuzu Angel          |                                                               |
| 2004 | Sob nova direção                   | Maria Antônia (episodio «O Casamento do Meu Melhor Inimigo"). |
| 2004 | Carga pesada                       | Gabriela (episodio «E Agora, Companheiros?").                 |
| 2005 | A lua me disse                     | Ester Bogari                                                  |
| 2006 | Dom                                | Teresa                                                        |
| 2007 | O sistema                          | Valquíria                                                     |
| 2007 | Amazônia, de Galvez a Chico Mendes | Justine                                                       |
| 2008 | Belleza pura                       | Ivete Santos                                                  |
| 2009 | Toma lá, dá cá                     | Harolda Neves (episodio «Cada macaco no seu galho").          |
| 2009 | Toma lá, dá cá                     | Harolda Neves (episodio «Por causa da maionese").             |
| 2010 | Escrito en las estrellas           | Sofia Tavares de Miranda                                      |
| 2011 | Cuento encantado                   | Ternurinha Peixoto                                            |
| 2012 | La guerrera                        | Berna Ayata                                                   |
| 2014 | Imperio                            | Magnólia Ferreira da Costa                                    |
| 2016 | Liberdade, Liberdade               | Ascensão                                                      |
| 2017 | A Força do Querer                  | Edinalva Ferreira                                             |
| 2018 | O Sétimo Guardião                  | Milu Negromonte                                               |

### Cine
- 1987: Romance da empregada
- 1997: Doces poderes, como periodista de Brasilia
- 2001: Bufo & Spallanzani, como Zilda
- 2003: Chatô, o rei do Brasil
- 2003: As alegres comadres, como la Sra. Lima
- 2005: Manual para atropelar cachorro
- 2005: Gaijin: ama-me como sou, como Gina Salinas
- 2006: Achados e perdidos, como Magali
- 2007: Caixa dois, como Angelina
- 2010: O bem amado, como Dorotea Cajazeira
- 2014: Irmã Dulce, como Dulcinha
- 2015: Chatô, o Rei do Brasil, como Germana de Almeida
- 2016: Desculpe o Transtorno, como Dona Yvonne
- 2016: O Amor no Divã, como Malka Stein
- 2017: Minha Família Perfeita, como Mãe de Fred

### Teatro
- 1973: Drácula
- 1974: Às armas
- 1974: Os infortúnios de Mimi Boaventura
- 1975: Os peixes da Babilônia
- 1977: A fabulosa história de Melão City
- 1977: Balaço barco
- 1979: O despertar da primavera
- 1980: Chapeuzinho Amarelo
- 1982: Moço em estado de sítio
- 1982: Mabel Mabel
- 1983: O círculo de giz caucasiano
- 1983: A família Titanic
- 1983: Folias do coração
- 1984: O beijo no asfalto
- 1986: El grande de coca cola
- 1986: Rita Formiga
- 1987: Ensaio nº 4 - Os possessos
- 1987: Jou Jou Balangandãs
- 1988: Noel Rosa - um musical
- 1988: Delicadas torturas
- 1992: A mulher que matou os peixes
- 1993: Mephisto
- 1995: Lágrimas amargas de um guarda chuva
- 1996: Florbela Espanca, a bela do Alentejo
- 1998: O submarino
- 2000: Crioula
- 2000: Os monólogos da vagina
- 2002: O fantasma do theatro
- 2004: Síndromes - Loucos como Nós
- 2006–09: Não Sou Feliz, Mas Tenho Marido
- 2013–14: Quem Tem Medo de Virginia Woolf?

## Premios y nominaciones
| Año  | Premio                     | Categoría               | Nominación                                | Resultado |
| ---- | -------------------------- | ----------------------- | ----------------------------------------- | --------- |
| 2011 | Premio Extra de Televisión | Mejor actriz de reparto | «Ternurinha Peixoto», en Cordel Encantado | nominada  |